# Єльський краєзнавчий музей
Є́льський краєзнавчий музей (біл. Ельскі краязнаўчы музей) — краєзнавчий музей у місті Єльськ, Гомельська область, Білорусь.

## Історія
З метою виконання Постанови ЦК КПБ і Ради Міністрів "Про подальше увічнення пам'яті радянських людей і воїнів" рішенням бюро райкому КПБ та виконкому райради трудящих в м. Єльську 2.07.1966 р. відкритий музей Народної слави. 3 червня 1975 року на базі музею Народної Слави створений Єльський краєзнавчий музей. З грудня 2004 року відкрито виставковий зал краєзнавчого музею, який знаходиться в окремому приміщенні. 

## Експозиція
Загальна площа експозицій музею - 103 м², виставкового залу - 118 м². У музеї є 4 експозиційних зали: 
- етнографії та побуту;
- природи краю;
- зал Великої Вітчизняної війни;
- постійна виставка робіт заслуженого працівника культури БРСР, художника М. Засінця.

Кількість експонатів основного фонду на 1.01.07 р. становить 2784 одиниці, науково-допоміжного - 1014 одиниць.